# 牧野成勝
牧野 成勝（まきの しげかつ）は、戦国時代の武将。東三河地方の国人領主。通称は民部丞、右馬允。三河国牛久保城（愛知県豊川市牛久保町）主。子孫は長岡藩主の家系に連なる。成勝は寛政重修諸家譜においては清和源氏支流牧野氏（越後長岡藩主家）の系図初代となっている牧野氏勝とされる人物である（『牧野家譜（宝暦家譜）』に実名を「或いは氏勝」と注記されている）。

## 概要
牧野成勝は牛久保城主牧野氏の初代。その父は今橋城（愛知県豊橋市今橋町）初代城主牧野成時（古白）、牧野成高（右京進）、牧野成敏（田兵衛尉）と諸説がある。享禄・天文期に牧野氏の勢力範囲は松平清康の進攻を受けたにもかかわらず、成勝は牛窪周辺の支配権を確保していることから、この時は早期に岡崎松平氏に服属したものと考えられる。

## 経歴
牧野氏の一族で、永正2年（1505年）牧野古白が今橋城転出したのに替わって一色城主となった。この頃には、古白と共に戦国大名今川氏に服属。
享禄2年（1529年）牛窪の本郷に新たに一城を築き、名を牛久保城とする（初代牛久保城主となる）。この年、宝飯郡伊奈（現・豊川市伊奈町）の住人、牧野平三郎某が牛窪に来て成勝に属す（『御家譜』長岡市中央図書館所蔵）。また5月に岡崎城主松平清康が今橋城の牧野三成（田蔵左衛門）を急襲降伏させたが、清康の迅速な行動に成勝は対応が間に合わなかったという。
天文元年（1532年）松平清康の再進攻を受けた際、牛久保城下の正岡の住人牧野成敏（田兵衛尉）は牛久保城の成勝に背き、清康に内通したとされる。
成敏の内通や早期の和睦の申し出のためか成勝の牛久保牧野家は残り、対照的に渥美郡の今橋城（吉田城）牧野家の牧野信成は清康に徹底抗戦して滅亡した（この功により、牧野成敏は今橋城の城番に転出、清康死後の天文5年には城主になった）。
天文3年（1534年）4月（旧暦）牛窪の若宮八幡宮に社領（牛窪郷本所方5貫文の地）を寄進｡(天文3年4月8日（1534年5月20日）『牧野民部丞平成勝寄進状写』)。
天文5年（1536年）11月（旧暦）、同八幡宮に再び社領（八幡宮の内、本所方5貫文の地）を寄進(天文5年11月15日（1536年12月27日）『牧野民部丞平成勝寄進状写』)｡なお、「氏勝」名での同時代文書は存在が知られていない。
また牧野氏の家譜に天文年中、宝飯郡の新宮山大運寺を同郡御津山（現・豊川市御津町広石御津山）に移築｡この時、寺領6町9反歩及び代方10貫文を寄進｡寺号を大恩寺と改めたとする。
以後の経歴は史料が乏しく、没年・墳墓・法名等も含め不明である。

## 系譜
- 父：牧野成時（古白）、牧野成高（右京進）、牧野成敏（田兵衛尉）と諸説あり一定しない。
- 母：不詳
- 兄弟：信成（田三郎）、儀秀（通称は三郎次郎、別名・秀成とも）[4]。

## テレビドラマ
- 風林火山（2007年、NHK大河ドラマ、戦国大名たち・今川家・牧野成勝：津村鷹志）